# 元汎略
元汎略（475年—528年5月17日），字普安，河南郡洛阳县（今河南省洛阳市东）人，追尊魏景穆帝拓跋晃之孫，汝阴灵王拓跋天賜之子，北魏宗室、官员。

## 生平
元汎略虚龄十八岁时以羽林监为起家官，后历任平凉郡太守、汲郡太守，回朝任谏议大夫、司空长史，又转任太尉司马。孝昌初年，北魏东北边境遭遇入侵，朝廷任命元汎略出任使持节、都督营州诸军事、平东将军、营州刺史。元汎略的個性贪婪殘暴，营州境內的百姓无法忍受，相继起事將元汎略驅逐，元汎略逃至平州。之後元汎略回京出任平东将军、大宗正卿、光祿大夫，封東燕縣男。建義元年四月庚子（528年5月17日），爾朱榮發動河陰之變，元汎略在河陰遇害，虚岁五十四，朝廷赠予车骑大将军、司空公，葬于邙山南侧，其墓志首题《魏平东将军大宗正卿元君墓志铭》。